# Harry Haft
Harry Haft, également connu sous le nom de Herschel Haft, né Hertzko ou Hertzka Haft le 28 juillet 1925 à Bełchatów en Pologne et mort le 3 novembre 2007 à Pembroke Pines aux États-Unis, est un boxeur polonais.
Interné au camp de concentration d'Auschwitz, surnommé « la bête juive », par ses surveillants, il est contraint de boxer, à partir de ses seize ans, contre ses codétenus pour survivre : le perdant du match était alors abattu par les gardiens. On parle de 76 combats et de 0 défaites. Par la suite, il est brièvement boxeur professionnel dans l'Allemagne d'après-guerre, puis il boxe en tant que poids mi-lourd, aux États-Unis, de 1948 à 1949.
Son histoire fait l'objet du film de 2021, Le Survivant. En 2007, Harry Haft est intronisé au National Jewish Sports Hall of Fame and Museum.

## Biographie

### Jeunesse
Hertzko Haft naît à Bełchatów, en Pologne, le 28 juillet 1925,. Son père meurt alors qu'il est âgé de trois ans. En 1939, alors qu'il a quatorze ans, Hertzko Haft assiste à l'invasion et à l'occupation allemande de la Pologne. Sous l'occupation nazie, il dirige un réseau de contrebande avec son frère aîné.

### Déportation à Auschwitz
En septembre 1943, parce qu'il est juif, Hertzko Haft est emprisonné dans plusieurs camps de travail nazis où il est battu et affamé. Transféré à Jaworzno, un camp annexe d'Auschwitz, en raison de sa forte stature physique, il est formé à la boxe par un surveillant SS. Il doit participer à des combats à mort devant le personnel du camp. Hertzko Haft y livre un total de 76 combats contre « des codétenus émaciés qui n'avaient rien à opposer à ses coups ».
Il gagne à 75 reprises par KO. Le perdant du match est immédiatement exécuté. Son dernier match l'oppose à un prisonnier français provenant d'un camp proche de Berlin. Le match doit durer jusqu'à ce qu'un des deux boxeurs reste à terre. Après de très longs échanges de coups, Hertzko Haft gagne. « Il n'a plus jamais entendu parler du Français. »
Lorsque le camp de Jaworzno est dissous, en raison de l'avancée de l'Armée rouge soviétique, des milliers de ses détenus survivants sont envoyés vers l'Ouest dans des marches de la mort vers l'Allemagne.
Hertzko Haft réussit à s'échapper d'une de ces marches en avril 1945. Dans sa fuite, il tue un soldat allemand qui se baignait et revêt son uniforme. Au cours des semaines restantes jusqu'à la fin de la guerre, il se déplace de village en village. Il tue deux personnes âgées qui l'hébergeaient dans leur ferme, car il craignait qu'elles aient découvert qu'il n'était pas un soldat allemand et qu'elles le dénoncent aux autorités,.

### Camp de personnes déplacées (1945-1947)
En 1945, Hertzko Haft trouve refuge dans un camp de personnes déplacées géré par l'armée américaine dans l'Allemagne occupée. En janvier 1947, il remporte un « Championnat amateur juif des poids lourds » organisé par l'armée américaine dans le Munich d'après-guerre, recevant un trophée du général Lucius D. Clay,.

### Carrière aux États-Unis
En 1948, à l'âge de 22 ans, il émigre dans le New Jersey, aux États-Unis, avec l'aide d'un oncle. Là-bas, il gagne sa vie en participant à des combats en tant que boxeur poids mi-lourds, de 1948 à 1949. Le palmarès professionnel de Harry Haft comprend 21 combats, d'un total de 104 rounds, avec treize victoires (huit par KO) et huit défaites (cinq par KO).
Il remporte ses douze premiers combats, mais perd contre un boxeur plus expérimenté, l'Irlandais Pat O'Connor, au Westchester County Center, le 5 janvier 1949. Pat O'Connor avait déjà été champion national irlandais des poids légers et moyens.
Harry Haft remporte une victoire convaincante, le 14 janvier 1949 à Binghamton, dans l'État de New York, à 1 minute 14 après le premier des six rounds, lorsqu'il inflige un KO avec un crochet du droit qui brise la mâchoire de son adversaire Billy Kilby. Le 30 mai 1949, bien que pesant quatorze livres de moins, il bat Johnny Pretzie à Brooklyn par un KO technique, à 2 minutes 38 après le quatrième round. Johnny Pretzie est un puissant cogneur avec un impressionnant palmarès de knockouts, qui avait rencontré Rocky Marciano seulement deux mois plus tôt,.
Après cette victoire, son palmarès, qui ne compte que deux victoires depuis sa défaite contre Pat O'Connor, continue de se dégrader. Il s'incline face au New-Yorkais Roland LaStarza, le 27 juin 1949 dans un KO au 4e round au Coney Island de Brooklyn. LaStarza est invaincu, a un palmarès exceptionnel de 33 victoires, et a remporté plusieurs championnats Golden Gloves des poids lourds légers en 1944-1945. En 1953, LaStarza défie Rocky Marciano dans un combat serré pour le championnat du monde des poids lourds.
Le dernier combat de Harry Haft est contre le futur champion Rocky Marciano, le 18 juillet 1949 au Rhode Island Auditorium, dans ce qui est le 18e combat professionnel de Rocky Marciano. Harry Haft fait bonne figure au premier round, en assénant un coup à l'estomac de Rocky Marciano qui est le premier coup de poing du combat, et se rend coup pour coup dans la première minute du second, mais il est mis KO par Rocky Marciano dans la première moitié du troisième round après avoir reçu une rafale de coups de poing. Dans sa biographie, Harry Haft affirme qu'il avait été menacé par la mafia et forcé d'abandonner le combat contre Rocky Marciano.

### Mariage et retraite de boxeur
Après sa défaite contre Rocky Marciano, Harry Haft prend sa retraite. Il épouse Miriam Wofsoniker, en novembre 1949 et ouvre un magasin de fruits et légumes à Brooklyn. Son fils aîné Alan Scott est né en 1950, suivi d'une fille et d'un autre fils.
En avril 2007, Harry Haft est intronisé au National Jewish Sports Hall of Fame and Museum.
Il meurt en novembre de la même année, d'un cancer à Pembroke Pines, en Floride, à l'âge de 82 ans.

## Héritage
Harry Haft raconte l'histoire de sa vie à son fils Alan Scott en 2003, qui l'édite et publie en 2006, avec des contributions des historiens John Radzilowski (en) et Mike Silver. Sur la base de la biographie publiée, Reinhard Kleist créé un roman graphique, publié de manière séquentielle dans le périodique allemand Frankfurter Allgemeine Zeitung au cours de l'année 2011. Le livre est nommé pour un Prix Ignatz en 2014 pour un roman graphique exceptionnel.
En 2018, un film sur Harry Haft est annoncé. Le film biographique, intitulé Le Survivant (titre original : The Survivor, est réalisé par Barry Levinson et met en vedette Ben Foster dans le rôle de Harry Haft. Le film est présenté en première au Festival international du film de Toronto en 2021 et est sorti sur HBO le 27 avril 2022, pour Yom HaShoah, jour souvenir pour la Shoah et l’héroïsme en Israël.